# Dick Spalding
Charles Harry « Dick » Spalding était un joueur international américain de soccer et de baseball, né le 13 octobre 1893 à Philadelphie en Pennsylvanie et décédé le 3 février 1950 dans cette même ville. Il a évolué comme défenseur, principalement dans des équipes de Pennsylvanie durant toute sa carrière de soccer et a également participé aux deux premières rencontres de l'histoire de l'équipe des États-Unis de soccer. Ensuite, il évolue pendant deux saisons en Major League Baseball avant de se reconvertir en tant qu'instructeur des frappeurs de baseball. Il est finalement introduit dans le National Soccer Hall of Fame en 1950.

## Biographie

### Carrière en soccer

#### Parcours en club
Spalding étudie à la Northeast Manual Training School de Philadelphie, en Pennsylvanie, où il est un athlète évoluant dans différents sports. Il rejoint alors le Lighthouse Boys Club pour débuter dans le soccer, continuant à évoluer dans des clubs locaux de Philadelphie en parallèle. En 1916, alors qu'il est appelé pour jouer avec la sélection nationale, il évolue avec le Disston AA, équipe avec laquelle il remporte le championnat. À l'automne de la même année, il signe avec la grande équipe des Bethlehem Steel, de la National Association Football League (NAFBL). Malheureusement, il se blesse au genou et ne joue guère jusqu'à janvier 1917. Avec les Steel, il remporte l'American Cup et termine finaliste de la Challenge Cup (depuis devenue l'unique coupe nationale). En novembre 1919, il décide de signer pour les Philadelphia Merchant Ship qui évoluent alors dans la même ligue. En 1921, il rejoint le Harrison Soccer Club en American Soccer League (ASL). Il termine finalement sa carrière dans le même championnat avec Fleisher Yarn.

### Sélection nationale
En 1916, la Association des États-Unis de football association (USFA) forme une équipe surnommée la All-American Soccer Football Team afin de représenter le pays lors d'une tournée dans les pays scandinaves. À cette époque, la Première Guerre mondiale fait rage dans le monde mais, ni les États-Unis, ni les pays scandinaves ne sont en conflit et sont donc neutres. Durant la tournée américaine où six rencontres sont jouées, seulement deux sont reconnues comme officielles; la première contre la Suède le 21 août 1916 et la seconde le 3 septembre face à la Norvège. Le premier but de l'histoire de la sélection américaine est inscrit durant cette période mais des divergences existent sur l'auteur de ce premier but. Alors que le National Soccer Hall of Fame annonce Spalding, d'autres sources indiquent que c'est Thomas Swords qui inscrit ce but, sans être assisté d'une passe décisive contre la Suède. Après cette série de rencontres, Spalding ne porta plus jamais le maillot américain mais fut intégré au National Soccer Hall of Fame en 1950.

#### Détails en sélection
| Rencontres internationales de Dick Spalding | Rencontres internationales de Dick Spalding | Rencontres internationales de Dick Spalding | Rencontres internationales de Dick Spalding | Rencontres internationales de Dick Spalding | Rencontres internationales de Dick Spalding | Rencontres internationales de Dick Spalding |
|                                             | Date                                        | Lieu                                        | Adversaire                                  | Résultat                                    | Compétition                                 |                                             |
| ------------------------------------------- | ------------------------------------------- | ------------------------------------------- | ------------------------------------------- | ------------------------------------------- | ------------------------------------------- | ------------------------------------------- |
| 1.                                          | 20 août 1916                                | Råsunda, Stockholm, Suède                   | Suède                                       | 2-3                                         | Match amical                                |                                             |
| 2.                                          | 3 septembre 1916                            | Frogner Christiana, Oslo, Norvège           | Norvège                                     | 1-1                                         | Match amical                                |                                             |

| But international de Dick Spalding | But international de Dick Spalding | But international de Dick Spalding | But international de Dick Spalding | But international de Dick Spalding | But international de Dick Spalding | But international de Dick Spalding |
| 0                                  | Date                               | Lieu                               | Adversaire                         | Résultat                           | Compétition                        |                                    |
| ---------------------------------- | ---------------------------------- | ---------------------------------- | ---------------------------------- | ---------------------------------- | ---------------------------------- | ---------------------------------- |
| 1.                                 | 20 août 1916                       | Råsunda, Stockholm, Suède          | Suède                              | 2-3                                | Match amical                       |                                    |

#### Palmarès
- Avec  Disston AA:
  - Champion de la saison régulière en American Soccer League of Philadelphia en 1915-1916.

- Avec  Bethlehem Steel:
  - Vainqueur de l'American Cup en 1916-1917
  - Finaliste de la Challenge Cup en 1916-1917

### Carrière en baseball

#### Le joueur
Après sa carrière de joueur de soccer, Spalding commence une carrière de joueur de baseball. En 1916, alors qu'il est membre de la sélection américaine de soccer, il participe à une rencontre de baseball contre la sélection suédoise à Västerås. En 1927, il signe en tant que joueur de champ extérieur aux Phillies de Philadelphie de National League avant de rejoindre les Washington Senators l'année suivante. Il évolue également avec les Rochester Red Wings et les Buffalo Bisons en Ligue internationale.

#### Instructeur
En raison de son amitié avec Jimmie Wilson, il travaille à deux reprises en tant qu'instructeur des frappeurs. En 1934, il est recruté par Wilson pour entrer dans l'encadrement des Phillies de Philadelphie. En 1941, il rejoint les Chicago Cubs de nouveau sous l'impulsion de Jimmie Wilson. À 56 ans, il décède d'une longue maladie à Philadelphie.